# Incorporated (album, Grip Inc.)
Incorporated je čtvrté a zároveň poslední studiové album americké groove metalové kapely Grip Inc. vydané v březnu 2004 hudebním nakladatelstvím Steamhammer (sublabel SPV GmbH). Bylo nahráváno od srpna do září roku 2003 ve studiu Woodhouse Studios v německém Hagenu. Pětiletá pauza od předchozího alba byla způsobená tím, že se členové kapely věnovali vlastním aktivitám a jiným hudebním projektům.
Ke skladbě Curse (Of The Cloth) vznikl videoklip.
V roce 2008 Steamhammer vydalo reedici (box set) nazvanou 2 Originals of Grip Inc. (Solidify + Incorporated), která zároveň s touto deskou obsahovala i album Solidify.

## Seznam skladeb
1. "Curse (Of the Cloth)" – 5:04
2. "The Answer" – 3:49
3. "Prophecy" – 4:18
4. "Endowment of Apathy" – 3:06
5. "Enemy Mind" – 3:24
6. "Skin Trade" – 4:25
7. "(Built To) Resist" – 4:27
8. "The Gift" – 4:12
9. "Privilege" – 4:48
10. "Blood of Saints" – 5:03
11. "Man With No Insides" – 5:34

## Sestava
- Gus Chambers – vokály
- Waldemar Sorychta – kytara, klávesy
- Dave Lombardo – bicí
- Stuart Caruthers – baskytara